# 29246 Clausius
29246 Clausius (1992 RV) là một tiểu hành tinh vành đai chính được phát hiện ngày 2 tháng 9 năm 1992 bởi F. Borngen và L. D. Schmadel ở Tautenburg.